# 江惇
江惇（305年—353年），字思悛，西晉陳留圉县（今河南省杞縣南）人。

## 生平
咸和二年（公元327年），爆發蘇峻之亂，江惇避地東陽山。太尉郗鑒對於昔日提拔他的江統的後人，盡力提攜，檄江惇為兗州治中，又辟太尉掾。晉康帝命其為司徒，征西將軍庾亮聘請他為儒林參軍；徵拜博士、著作郎，但江惇皆不接受任命。
江惇與東陽太守阮裕、長山令王濛，皆一時名士，眾人深相欽重。
永和九年（公元353年），江惇於四十九歲去世。著有《通道崇檢論》、有集五卷。

## 家庭

### 父
- 江統，西晉散騎常侍，領國子博士，著《徙戎論》。

### 兄弟
- 江虨，字思玄，曾為平南將軍溫嶠任命為參軍，官至尚書僕射。

## 評價
- 王濛：江思悛思懷所通，不翅儒域。[6]